# Football Club Excelsior Kaart
 (septembre 2024).
Si vous disposez d'ouvrages ou d'articles de référence ou si vous connaissez des sites web de qualité traitant du thème abordé ici, merci de compléter l'article en donnant les références utiles à sa vérifiabilité et en les liant à la section « Notes et références ».
Le FC Excelsior Kaart est un club belge de football féminin situé à Brasschaat, dans la province d'Anvers.

## Histoire
Promu à l'issue de la saison 2004-2005, à la suite de sa 2e place en D2, le FC Excelsior Kaart ne dispute qu'une seule saison en D1. Il termine 13e du classement de la saison 2005-2006 de D1. Après cela, le club masculin a décidé de ne plus entretenir une équipe féminine.